# Almindelig tornblad
Almindelig Tornblad (Ulex europaeus) - ofte blot kaldt Tornblad - er en 60-200 cm høj busk, der i Danmark vokser på f.eks. sandede overdrev. Blomsterne dufter af karamel og bliver bestøvet af humlebier. Planten er meget giftig på grund af indholdet af alkaloidet cytisin.
På grund af sin modstandsdygtighed overfor kreaturbid, sin brandfarlighed og frøenes bestandighed i jorden anses arten for at være besværlig, tenderende mod landskabsukrudt
.

## Beskrivelse
Tornblad er en løvfældende, tornet, stivgrenet og tæt forgrenet busk. Barken er først lysegrøn og furet. Senere bliver den lysebrun og lidt afskallende. Gamle grene får en grålig, opsprækkende bark. Knopperne er spredstillede, smalt ægformede og tæt hårklædte. De sidder næsten skjult ved foden af de kraftige grentorne. Bladene er trekoblede i kimstadiet, men senere bliver de oprullede og spidst nåleagtige. Både kortskud og blade er omdannet til torne.
Blomstringen foregår over en lang periode i april-juli med tyngdepunkt i maj, hvor man finder 1-3 blomster ved bladhjørnerne. De enkelte blomster er 5-tallige og uregelmæssige (typiske ærteblomster) med gule kronblade. Frugterne er smalt ægformede bælge med 2-3, næsten sorte frø.
Rodnettet består af en kraftig pælerod og et veludviklet siderodssystem.
Højde x bredde og årlig tilvækst: 2,00 x 3,00 m (20 x 30 cm/år).

## Indholdsstoffer
Med et indhold af op til 1% cytisin er planten meget giftig. Desuden indeholder den anagyrin, metylcytisin, flavonoider og lecitin.

## Voksested
Planten har sit naturlige udbredelsesområde i de kystnære dele af Vesteuropa, Makaronesien og Nordafrika. Desuden er den naturaliseret i snart sagt alle egne af kloden, hvor der er fugtigt, tempereret klima. I Danmark findes den hist og her, især i Vestjylland. Ganske almindelig på de højere del af Starup Hede ved Haderslev langs sydsiden af fjorden.
Tornblad er pionerplante efter brand. Desuden er den modstandsdygtig overfor kreaturbid, og derfor findes den ofte på overdrev, i moser og heder og langs kysterne, dvs. alle steder, hvor der er lysåbent med en næringsfattig og svagt sur jord.
På nedbrudt eller overgræsset jord i store dele af den østlige side af Storbritannien danner denne art krat. Den vokser på stenet bund sammen medd bl.a. Alm. Brombær, Vedbend, Ørnebregne, Engriflet Hvidtjørn, Havtorn og Slåen
| Portal | Portal:Botanik |

## Note
1. ↑  Se praktiske erfaringer i Syddjurs Kommune: Mols Bjerge Plejeplanlægning 2009 til 2011
2. ↑  Sarah Eno: National Vegetation Classification survey for Pease Bay Coast Arkiveret 25. januar 2015 hos  Wayback Machine (engelsk)